# Värmdö distrikt
Värmdö distrikt är ett distrikt i Värmdö kommun och Stockholms län. 
Distriktet omfattar huvudsakligen den östra delen, "huvudön", av ön Värmdö. 

## Tidigare administrativ tillhörighet
Distriktet inrättades 2016 och utgörs av en del av Värmdö socken i Värmdö kommun.
Området motsvarar den omfattning Värmdö församling hade 1999/2000 och fick 1902 efter utbrytning av Gustavsbergs församling.